# Indian Space Research Organisation
Indian Space Research Organisation (ISRO) (hindi: भारतीय अंतरिक्ष अनुसंधान संगठन (इसरो)) är den indiska rymdstyrelsen. Huvudkontoret finns i Bangalore. ISRO:s budget ligger på cirka 1,4 miljarder amerikanska dollar 2017, och de har 20 000 personer anställda. ISRO har under åren utvecklat ett flertal raketer, bland andra Satellite Launch Vehicle, Polar Satellite Launch Vehicle och Geosynchronous Satellite Launch Vehicle.
2008 placerade man rymdsonden Chandrayaan-1 i omloppsbana runt månen och 2014 gick rymdsonden Mangalyaan in i omloppsbana runt planeten Mars.
2019 försökte man landsätta en rover på månens sydpol. Försöket misslyckades. I augusti 2023 försökte de återigen landa en farkost på månen, Chandrayaan-3. Denna gång lyckades farkosten mjuklanda på månen och gjorde Indien till det fjärde landet att landa en farkost på månen.
ISRO planerar en första bemannad rymdfärd under 2025. Farkosten, Gaganyaan, kommer att ha tre rymdfarare ombord och nå en omloppsbana om 400 km.